# Spiceworld
Pour les articles homonymes, voir Spice World.
Albums de Spice Girls
Spice
(1996) Forever
(2000)
Singles
1. Spice Up Your Life
Sortie : 13 octobre 1997
2. Too Much
Sortie : 15 décembre 1997
3. Stop
Sortie : 9 mars 1998
4. Viva Forever
Sortie : 20 juillet 1998

Spiceworld est le deuxième album du groupe britannique Spice Girls, sorti le 4 novembre 1997. Les principaux thèmes de album sont l'amour, le pouvoir des femmes, la positivité, la fête, ainsi que la beauté de la vie. Tout comme l’opus précédent, l’album connaît un succès extraordinaire, se vendant à 20 millions d'albums vendus au niveau mondial. Il s'érige également à la 1re place des meilleures ventes d'albums dans plus de 13 pays,,, devenant l'un des albums les plus vendus d'un groupe féminin de tous les temps. Il est également un record de ventes, en se vendant à 7 millions d’exemplaires dans le monde, en l’espace de deux semaines.
L’album génère quatre singles : Spice Up Your Life, Stop, Too Much et Viva Forever, qui atteindront la 1re place des meilleures ventes de singles dans de nombreux pays,,,,,,,,.
Tout comme l’opus précédent, le succès de cet album et des singles continuent d’alimenter le phénomène de société mondial, qui est appelé la Spicemania (en référence à la Beatlemania),,.
Les Spice Girls perpétuent alors leurs produits dérivés tels que : des poupées, des sucettes, du déodorant, du soda, des appareils photos, un jeu vidéo sur PlayStation, des verres, des vêtements, des chips, des friandises et même un scooter, dont les ventes sont toujours aussi colossales,.
L’album a tellement eu d’impact, qu’il est considéré au niveau mondial comme celui qui continue de bouleverser la musique pop au milieu des années 90, renouvelant la musique pop-teenage, tout en apportant le concept du féminisme via le girl power, ainsi qu’un marketing omniprésent et une image esthétique repensée de la musique de l’époque, bouleversant les milieux musicaux, culturels et vestimentaires, choses jusqu’alors inégalées à ce jour, permettant au groupe d’accentuer son statut d’icône culturelle des années 90, tout en perpétuant son côté iconique musical intergénérationnel,,,,,,,,,,,:106–113,,.
Au niveau mondial, l'album et les quatre singles sont considérés comme des classiques de la musique pop moderne,,,,.
À noter que cet album est le dernier à comporter l’interprétation de Geri Halliwell, avant son départ du groupe.

## Historique
Après avoir triomphé avec leur 1er opus Spice, qui avait déclenché la « Spice Mania », un phénomène de société mondial, équivalent à celui de la « Beatlemania »,,,,,, les Spice Girls commencent alors à travailler sur un projet de film et d'album tous deux intitulés Spiceworld,.

## Composition
Les principaux thèmes de album sont l'amour, le pouvoir des femmes, la positivité, faire la fête, ainsi que la beauté de la vie.
La 1re piste Spice Up Your Life, est un titre pop aux influences latines, qui parle de positivité ainsi que de faire la fête, tout en s’amusant du succès du groupe. La seconde chanson Stop, est une musique pop aux influences Blues-Soul, qui parle d’un ralentissement durant la parade nuptiale. Le 3e extrait Too Much, est une ballade pop-R&B aux influences Jazz, qui parle d'un amour aveugle et comment les mots qui semblent profonds peuvent être dénués de sens. La 4e musique, Saturday Night Divas, aux influences r&b, dévoile les aspects de la séduction durant une fête de samedi soir. Never Give Up on the Good Times, la 5e piste pop aux influences disco, raconte le besoin d’affection, sans jamais abandonner.
Le sixième extrait Move Over, est une musique pop-rock, enregistré pour la marque de soda Pepsi, raconte la positivé de la jeunesse actuelle. La 7e chanson Do It, est une musique pop, qui parle d’aller au-delà de ses ambitions, mais aussi de ses rêves. Le huitième titre Denying, traite des mensonges d’un homme envers sa copine, niant ainsi ses dires. La neuvième chanson Viva Forever, est une ballade pop aux influences latines, qui parle de la beauté de la vie. La dixième musique The Lady Is A Vamp, titre Jazz, parle de la manière comment les femmes étaient perçues dans l’ancien temps, en l’occurrence les années 40.

## Singles
Le 1er single Spice Up Your Life, sort 13 octobre 1997 au Royaume-Uni. La chanson est un succès mondial immédiat, se classant à la 1re place a Royaume-Uni, dès le 1er jour de sa sortie, faisant des Spice Girls le seul et unique groupe de l’histoire britannique à avoir 5 numéros 1 au Royaume-Uni. Elle se classe également à la première place en Roumanie, Argentine et l’Écosse,,. Elle s’érige à la 3e meilleure vente de singles à L’Europe Chart. Elle se classe dans le top 2 dans de nombreux pays comme le Danemark, la Finlande, la France, l‘Irlande, l’Italie, les Pays-Bas, la Norvège, l’Espagne, la Suède et la Suisse,,,,,.
Le second extrait Too Much, est publié le 15 décembre 1997 au Royaume-Uni. La chanson est un succès mondial immédiat, se classant à la 1re place au Royaume-Uni, dès le 1er jour de sa sortie, tout en y restant pour deux semaines, faisant des Spice Girls le seul et unique groupe de l’histoire britannique à avoir 6 numéros 1 au Royaume-Uni  et le seul groupe britannique de l’histoire à avoir 2 Christmas no 1 single. Elle s’érige à la 3e meilleure vente de singles à L’Europe Chart. Elle se classe dans le top 10 dans de nombreux pays comme l’Autriche, la Belgique, la France, l‘Italie, les Pays-Bas, la Suède et la Suisse,,. Le titre sert également comme single promotionnel du film Spice World, le film.
Le 3e single Stop, sort le 9 mars 1998 au Royaume-Uni. La chanson est un succès, se classant à la 2e place au Royaume-Uni, dès le 1er jour de sa sortie,. Il s’érige à la 6e meilleure vente de singles à L’Europe Chart. Elle se classe dans le top 10 dans de nombreux pays comme la Finlande, l’Irlande, les Pays-Bas, la Suède, la Belgique, la France, l‘Italie et la Suisse,,,,.
Le 4e extrait Viva Forever, sort le 20 juillet 1998 au Royaume-Uni. La chanson est un succès mondial, se classant à la 1re place au Royaume-Uni, se vendant à 690,000 copies, faisant des Spice Girls, le seul et unique groupe de l’histoire à avoir 7 numéros 1. Elle atteint la même position en Nouvelle-Zélande et en Écosse. Elle se classe dans le top 5 dans de nombreux pays comme l’Australie, l’Autriche, la Belgique, le Canada, l’Allemagne, l’Irlande, l‘Italie et la Suisse,,,,. A noter que ce single est le dernier à comporter l’interprétation de Geri Halliwell, avant son départ du groupe.

## Performance commerciale
Spiceworld debute à la 1re place au Royaume-Uni, se vendant à 1.4 million copies dès la 1re semaine,. Il s'érige également à la 1re place des meilleures ventes d'albums dans plus de 13 pays,,, devenant l'un des albums le plus vendu d'un groupe féminin de tous les temps. Il atteint la 1re place des meilleures ventes dès la semaine de sa sortie dans de nombreux pays comme l’Autriche, le Danemark, la France, la Finlande, l’Irelande, les Pays-Bas et Norvège,,.
Il est également un record de ventes, en se vendant à 7 millions d’exemplaires dans le monde, en l’espace de deux semaines.

## Impact culturel et héritage
Tout comme l’opus précédent, l’album connaît un succès extraordinaire, se vendant à 20 millions d'albums vendus au niveau mondial. Il s'érige également à la 1re place des meilleures ventes d'albums dans plus de 13 pays,,, devenant l'un des albums le plus vendu d'un groupe féminin de tous les temps. Il est également un record de ventes, en se vendant à 7 millions d’exemplaires dans le monde, en l’espace de deux semaines.
L’album génère quatre singles : Spice Up Your Life, Stop, Too Much et Viva Forever, qui atteindront la 1re place des meilleures ventes de singles dans de nombreux pays,,,,,,,.
Tout comme l’opus précédent, le succès de cet album et des singles continuent d’alimenter le phénomène de société mondial, qui est appelé la Spicemania (en référence à la Beatlemania),,.
Les Spice Girls perpétuent alors leurs produits dérivés tels que : des poupées, des sucettes, du déodorant, du soda, des appareils photos, un jeu vidéo sur PlayStation, des verres, des vêtements, des chips, des friandises et même un scooter, dont les ventes sont toujours aussi colossales,.
L’album a tellement eu d’impact, qu’il est considéré au niveau mondial comme celui qui continue de bouleverser la musique pop au milieu des années 90, renouvelant la musique pop-teenage, tout en apportant le concept du féminisme via le girl power, ainsi qu’un marketing omniprésent et une image esthétique repensée de la musique de l’époque, bouleversant les milieux musicaux, culturels et vestimentaires, choses jusqu’alors inégalées à ce jour, permettant au groupe d’accentuer son statut d’icône culturelle des années 90, tout en perpétuant son côté iconique musical intergénérationnel,,,,,,,,,,,,,,.
Le vidéoclip Spice Up Your Life remporte le de la meilleure vidéo lors des Edison Music Awards en 1998 et est nommé comme la meilleure vidéo de l’année lors des Brit Awards 1998.
Au niveau mondial, l'album et les quatre singles sont considérés comme des classiques de la musique pop moderne,,,,.

## Listes des titres
| 1.    | Spice Up Your Life              | - Stannard - Rowe | 2:53 |
| 2.    | Stop                            | Absolute          | 3:24 |
| 3.    | Too Much                        | Absolute          | 4:31 |
| 4.    | Saturday Night Divas            | - Stannard - Rowe | 4:25 |
| 5.    | Never Give Up on the Good Times | - Stannard - Rowe | 4:30 |
| 6.    | Move Over                       | - Stannard - Rowe | 2:46 |
| 7.    | Do It                           | Absolute          | 4:04 |
| 8.    | Denying                         | Absolute          | 3:46 |
| 9.    | Viva Forever                    | - Stannard - Rowe | 5:09 |
| 10.   | The Lady Is a Vamp              | Absolute          | 3:09 |
| 38:37 |                                 |                   |      |

| 7.  | Step to Me         | Absolute          | 4:18 |
| 8.  | Do It              | Absolute          | 4:04 |
| 9.  | Denying            | Absolute          | 3:46 |
| 10. | Viva Forever       | - Stannard - Rowe | 5:09 |
| 11. | The Lady Is a Vamp | Absolute          | 3:09 |

## Classement hebdomadaire
| Chart (1996–98)                    | Peak position |
| ---------------------------------- | ------------- |
| Australie (ARIA)                   | 3             |
| Autriche (Ö3 Austria Top 40)       | 1             |
| Belgique (Flandre Ultratop)        | 1             |
| Belgique (Wallonie Ultratop)       | 1             |
| Canada (Canadian Albums)           | 1             |
| Danemark                           | 1             |
| Pays-Bas (Mega Album Top 100)      | 1             |
| European Albums (Music & Media)    | 1             |
| Finlande (Suomen virallinen lista) | 4             |
| France (SNEP)                      | 1             |
| Allemagne (Media Control AG)       | 6             |
| Hongrie (Mahasz)                   | 10            |
| Islande                            | 1             |
| Irlande                            | 1             |
| Italie                             | 2             |
| Japon                              | 7             |
| Malaisie                           | 7             |
| Nouvelle-Zélande (RIANZ)           | ?             |
| Norvège (VG-lista)                 | 1             |
| Portugal                           | 1             |
| Écosse (OCC)                       | 1             |
| Espagne                            | 1             |
| Suède (Sverigetopplistan)          | 1             |
| Suisse (Schweizer Hitparade)       | 5             |
| Tailande                           | 2             |
| Royaume-Uni (UK Albums Chart)      | 1             |
| États-Unis (Billboard 200)         | 1             |
| Zimbabwe                           | 1             |